# Ceratophygadeuon pallicoxis
Ceratophygadeuon pallicoxis är en stekelart som beskrevs av Henry Keith Townes, Jr. 1983. Ceratophygadeuon pallicoxis ingår i släktet Ceratophygadeuon och familjen brokparasitsteklar. Inga underarter finns listade i Catalogue of Life.